# 夢の夢
「夢の夢」(英語: #9 Dream)は、1974年に発表されたジョン・レノンのソロ4枚目のアルバム『心の壁、愛の橋』収録曲で、「真夜中を突っ走れ」と共に同アルバムを代表する曲である。

## 解説
ジョンはこの曲を、インスピレーションなしで解き放たれた曲と回想していた。
ジョンは1940年10月9日生まれであることから、「9」をラッキー・ナンバーとして捉えていて、ビートルズ時代には「レボリューション9」「ワン・アフター・909」といった曲を発表しているほどだが、この曲はソロになってから唯一のラッキー・ナンバーをつけた作品である。しかし邦題では「9」が使用されず、74年以後「夢の夢」という邦題が定着してきた(ただし最近では「#9ドリーム」と原題どおり表記されることもある）。
この曲では囁きがリフレインの前で聞かれるが、これはオノ・ヨーコがジョンと別れる際同行させた中国人秘書メイ・パンであるという説が一般的であったが、ヨーコは「自分である」と主張し、メイ・パンとの間で意見が対立している。
「真夜中を突っ走れ」に続く同アルバムからの二枚目のシングル曲として発表され（B面はホワット・ユー・ガット）、米国ビルボード誌の週間ランキングで最高位9位まで上昇したが、ジョンはこの順位を喜んでいたとも言われる。
ベストアルバム『ジョン・レノン・コレクション』のイギリス・日本の初版CDに、ショートヴァージョンが収録されている。2007年に様々なミュージシャンによるジョン・レノンの作品のカバー集『Instant Karma: The Amnesty International Campaign to Save Darfur』が発売されるが、R.E.M.が「夢の夢」をカバーしている。